# Parc national de Danau Sentarum
Le parc national de Danau Sentarum est un parc national situé dans la province du Kalimantan occidental en Indonésie.
Le parc est classé site Ramsar depuis 1994.

## Histoire
À l'origine, le site est une réserve de faune d'une superficie de 800 km2. En 1994, concomitamment avec la classification Ramsar de la réserve, la surface protégée est étendue à 1 320 km2, dont 890 km2  de forêt marécageuse et 430 km2 de terre sèche. En 1999, la réserve est promue parc national, cependant, l'Administration des parcs nationaux n'est créée qu'en 2006.

## Biodiversité
La zone humide du parc national est constituée de plusieurs lacs saisonniers, notamment le Danau Sentarum, ainsi que des rivières et de la forêt tourbeuse qui les relient entre eux.
Lors d'un inventaire ichtyologique, 146 espèces de poissons ont été recensées dans le parc.
Par ailleurs, deux espèces de crocodiles semblent être présentes, sans toutefois être fréquemment observées : le faux-gavial de Malaisie et le crocodile marin.